# Droit des biens en France
Pour les articles homonymes, voir Bien.
 (juin 2008).
En France, le droit des biens porte sur les relations juridiques dont l'origine ou l'objet se rapporte aux biens, c'est-à-dire à ce qui peut-être soumis à la propriété.
C'est en très grande partie le livre deuxième du Code civil — intitulé « Des biens et des différentes modifications de la propriété » — qui régit le droit des biens en France. Ce livre n'a pas, ou quasiment pas, été modifié depuis sa rédaction en 1804, et malgré le vocabulaire d'il y a deux siècles, les concepts énoncés sont toujours à même de s’appliquer aux biens contemporains.

## La classification des biens
Le droit français distingue deux ensembles de biens : les biens meubles et les biens immeubles. Cette distinction est héritée du droit romain, reprise par l'ancien droit français, pour finir dans le Code civil français en ouverture du livre deuxième, l'article 516 disposant que
« Tous les biens sont meubles ou immeubles. »
— Article 516 du Code civil français

### Biens immeubles
« Les biens sont immeubles, ou par leur nature, ou par leur destination, ou par l'objet auquel ils s'appliquent. »
— Article 517 du Code civil français
Un bien peut donc être immeuble en raison de sa nature, de sa destination ou de son objet. En revanche, la jurisprudence française a estimé que la nature du bien ne peut résulter d’une convention (Cass. civ. 3e, 26 juin 1991).

#### Les immeubles par nature
Sont immeubles par nature les biens qui ne peuvent pas être déplacés et ne sont pas destinés à l’être.
Ainsi, au sens de l’article 518 du Code civil français : « Les fonds de terre et les bâtiments sont immeubles par leur nature ». De même, sont immeubles par nature « les récoltes pendantes par les racines, et les fruits des arbres » (article 520, alinéa 1er). Cependant, une fois les fruits détachés ou les grains coupés, ceux-ci sont meubles, même s'ils ne sont pas ramassés (alinéa 2). Il convient toutefois de réserver l’hypothèse de la mobilisation par anticipation, récoltes sur pied et arbres à abattre, qui deviennent alors meubles.

#### Les immeubles par destination
Il s'agit des biens qui par leur nature sont meubles mais entrent dans la catégorie des biens immeubles en raison de l’étroite relation qui les lient à un bien immeuble. On trouve dans cette catégorie :
- les meubles affectés à l’exploitation d’un fonds : par exemple le matériel agricole, les machines d’une usine, les radiateurs d’une maison, etc. ;
- les orgues ont également, en application de la loi du 31 décembre 1913 sur les monuments historiques, le statut d'immeubles par destination ;
- les meubles attachés à perpétuelle demeure, c’est-à-dire quand ils ne peuvent être détachés sans être détériorés ou sans détériorer la partie du fonds à laquelle ils sont attachés (article 525). De même, les objets ayant fait l’objet d’un aménagement spécial (par exemple statue placée dans une niche prévue à cet effet), sont des immeubles par destination, encore même qu’ils puissent être retirés sans détérioration (article 525, alinéa 4) ;
- les animaux que le propriétaire d'un fonds a placés pour le service et l'exploitation de ce fonds.

#### Les immeubles par objet
Enfin, l’article 526 du Code civil prévoit la catégorie des biens immeubles par « l’objet auquel ils s'appliquent ». Cet article envisage trois hypothèses :
- l’usufruit des choses immobilières ;
- les servitudes ou services fonciers ;
- les actions qui tendent à revendiquer un immeuble.

### Biens meubles
Traditionnellement, seuls les biens immeubles avaient une valeur — d'où l'adage latin dont le droit est friand res mobilis, res vilis. Toutefois, les rédacteurs du Code civil français (1804) ont accordé une place plus grande aux biens meubles, en faisant disparaître les immeubles incorporels de l'ancien droit (rentes ou offices). Les animaux, les bateaux, les meubles meublants (art. 534), l'argent liquide, les créances, les obligations, les actions, etc. étaient ainsi déjà considérés comme biens dotés d'une réelle valeur pécuniaire. Celle-ci s'étend aussi bien aux biens corporels (œuvres d'art, flotte maritime…) qu'incorporels (part sociale d'entreprise, brevet, etc.).
La distinction de l'ancien droit entre biens meubles et immeubles en matière de succession a perdu de son importance. En revanche, elle est demeurée centrale en matière de régime matrimonial, de droit des sûretés et en matière de prescription.
L’article 527 du Code civil envisage deux catégories de meubles : les meubles par nature et les meubles par détermination de la loi. Il faut également aborder l’hypothèse jurisprudentielle des meubles par anticipation.

#### Les meubles par nature
Tout d'abord, est meuble tout bien qui peut « se transporter d'un lieu à l'autre » (art 528 du Code civil), que ce soit par ses propres moyens (ex : voiture) ou par une intervention extérieure (ex : table).
Les animaux étaient considérés comme des biens meubles (article 528) jusqu'au 28 janvier 2015 où la Commission des Lois de l’Assemblée Nationale leur a reconnu la qualité « d’êtres vivants doués de sensibilité ».

#### Les meubles par détermination de la loi
Les biens incorporels sont des meubles, s'ils portent sur un bien meuble. Sont ainsi meubles les créances, parts sociales, droits de propriété intellectuelle…
L'exemple du fonds de commerce est de ce point de vue intéressant. C'est en effet un bien meuble incorporel, composé de différents éléments, comme le nom commercial, l'enseigne et surtout la clientèle. Il faut donc absolument le distinguer de l'immeuble, le local où est installé le commerce. Le propriétaire du fonds peut être différent du propriétaire de l'immeuble, il louera alors l'immeuble.
C'est aussi la catégorie résiduelle des biens, où rentrent tous les biens non-classés par le droit.

#### Les meubles par anticipation
La mobilisation par anticipation vise des biens immeubles par nature qui ont pour vocation de devenir des biens meubles.
Ont ainsi pu être qualifiés de meubles les récoltes sur pied, ou les arbres à abattre. Ces hypothèses un peu particulières demeurent toutefois délicates.

### Bien incorporel et bien corporel
Les biens incorporels sont les droits sur des objets sans existence matérielle (démembrements du droit de propriété) ou une somme d'argent (droit de créance) et les objets sans support matériel (part sociale d'entreprise, droit d'auteur).
Les biens corporels sont ceux qu'on peut physiquement saisir, ainsi que le droit de propriété sur ces biens (par fiction légale).

### D'autres distinctions
Il existe d'autres distinctions de moindre importance. Certains biens sont consomptibles c’est-à-dire qu'on les détruit lorsqu'on les utilise (aliments). D'autres sont des corps certains, en opposition aux choses de genre, appelés également biens fongibles. Un disque est une chose de genre, il peut être remplacé par un autre identique. Un tableau d'un grand maître est un corps certain, il ne peut être substitué par aucun autre bien.
NB : Mais l'on peut préciser qu'un bien est un droit, soit le lien entre celui qui sera appelé le propriétaire d'une chose et cette même chose, mais l'on confond en pratique bien (un droit) et chose (sur laquelle un droit s'exerce), ainsi un bien est par nature incorporel puisqu'il s'agit en fait d'un droit et non d'une chose, laquelle chose pourra elle être corporelle ou incorporelle.
On peut également opposer les biens appropriés avec les biens non appropriables et les biens non appropriés pour diverses raisons comme :
- l'air, qui constitue un bien non susceptible d'appropriation (voir bien public) ;
- les biens sans maître, biens dont le propriétaire est inconnu ou a disparu.

## Des droits réels

### Classification
Les droits réels principaux portent sur la matérialité même de la chose.
Sont compris dans cette catégorie la propriété et ses démembrements (usufruit, nue propriété, superficie, emphytéose, droit d'usage) et la servitude.
Les droits réels accessoires sont des droits réels accessoires à une créance ; ce sont des garanties : les sûretés réelles (renforce la situation du bénéficiaire mais fragilise celle du propriétaire). L'exemple type est l'hypothèque.
Atténuation de la distinction : la propriété, en devenant une sûreté, devient un droit réel accessoire et ne confère alors plus à son titulaire de pouvoir sur la chose.

### La (pleine) propriété
Le droit de propriété est le droit le plus étendu que l'on puisse avoir sur une chose tant qu'on en fait pas un usage prohibé par la loi. On l'appelle pleine propriété pour le distinguer de l'usufruit et de la nue propriété.
Il se décompose en 
- droit d'usage (usus) ;
- droit aux fruits (fructus) : loyers, récolte d'un champ, dividende d'une action, etc. ;
- abusus : le droit de transformer la chose, la détruire et volonté psychologique d'être le propriétaire.

### Usufruit
L'usufruit est un démembrement du droit de propriété, qui confère à son titulaire le droit d'user et de jouir de la chose. L'usufruitier est privé du droit de disposer de la chose, lequel reste un attribut du nu-propriétaire. L'usufruit prend fin :
- par l'expiration du temps accordé ;
- avec le décès de l'usufruitier personne physique ;
- en 30 ans pour l'usufruitier personne morale ;
- en cas de non usage du droit durant une période 30 ans ;
- par la perte totale de la chose qui est l'objet de l'usufruit.

### La nue propriété
La nue propriété est la pleine propriété grevée d'un droit d'usufruit. Le nu propriétaire ne peut donc pas user de la chose ni en percevoir les fruits. À la fin de l'usufruit, il deviendra plein propriétaire.

### L'hypothèque
L'hypothèque est un droit réel de garantie qui permet au créancier hypothécaire de mettre le bien grevé d'hypothèque en vente afin de récupérer sa créance.

### Le droit d'usage
Le droit d'usage est, comme son nom l'indique, le droit d'user d'une chose.
À la différence de l'usufruit, il ne donne pas droit aux fruits.

### La servitude

#### Généralités
La servitude est un service que rend un fonds (= terrain) dit servant à un fonds dit dominant.
Il s'agit bien d'un service de fonds à fonds, quels que soient les propriétaires de ces fonds. Il s'agit donc bien d'un droit réel (sur une chose) et non d'un droit de créance (droit de requérir une personne de faire ou ne pas faire une chose).
Il y a des servitudes légales et des servitudes « établies par le fait de l'homme ».
Seules les servitudes à la fois continues et apparentes peuvent être établies par la prescription acquisitive. Le passage d’une canalisation ou d’un épandage de fosse septique, par exemple, ne peuvent donc être acquises que par convention de droit privée ou pour un passage sur un sol public par décision de l'autorité compétente.

#### Quelques exemples de servitudes
- Servitude de passage : il s'agit de l'autorisation d'accès à un fonds par un autre fonds.

ex: Lorsqu'une maison est enclavée (entourée de propriétés privées, sans aucun accès à un chemin public), par exemple, la servitude de passage oblige un propriétaire à accepter que son voisin (dont le terrain est enclavé) bénéficie d'un droit de passage sur son terrain afin de rejoindre les voies publiques.
- Servitude de vue : il ne peut rien être fait sur le fonds servant qui porterait atteinte à la vue dont bénéficie le fonds dominant.
- Servitude d'écoulement : droit de laisser s'écouler les eaux naturellement sur le fonds servant.
- Servitude de puisage : autorisation d'accès à un fonds au propriétaire du fonds voisin, pour user d'un puits, d'une fontaine, d'un robinet... Une servitude de puisage entraîne de droit une servitude de passage, laquelle ne peut être refusée par le propriétaire du fonds servant.

### D'autres droits réels
- le droit de superficie est un droit de propriété qui ne porte que sur les constructions, pas sur le terrain ;
- le droit d'emphytéose existait en droit romain et existe en droit belge (a été ajouté pendant la période hollandaise) ainsi qu'en droit civil français. L'emphytéote a, comme l'usufruitier, droit aux fruits et à l'usage mais il a en plus le droit de transformer le bien uniquement pour l'améliorer.